# Mario Theodoli
Mario Theodoli (ur. w 1601 w Rzymie, zm. 24 czerwca 1650 tamże) – włoski kardynał.

## Życiorys
Urodził się w 1601 roku w Rzymie, jako syn Teodola Theodoliego i Flavii Fani. Studiował prawo, a następnie został referendarzem Trybunału Obojga Sygnatur, protonotariuszem apostolskim i audytorem generalnym Kamery Apostolskiej. 13 lipca 1643 roku został kreowany kardynałem prezbiterem i otrzymał kościół tytularny Sant’Alessio. 17 października 1644 roku został wybrany biskupem Imoli, a 27 grudnia przyjął sakrę. Po dwóch latach zrezygnował z zarządzania diecezją. Zmarł 24 czerwca 1650 roku w Rzymie.